# Iztaccíhuatl
Iztaccíhuatlⓘ (w języku nahuatl: biała kobieta) – drzemiący wulkan w meksykańskim paśmie Kordyliera Wulkaniczna. Jest trzecim co do wysokości szczytem Meksyku (po Orizaba i Popocatépetl), wznosząc się na 5230 m n.p.m. Jednocześnie jest najniższą w kraju górą pokrytą wiecznym śniegiem i lodowcami. Wulkan leży na północ od Popocatépetl, od którego oddziela go przełęcz Paso de Cortés. Na zboczach wulkanu znajduje się prekolumbijski kompleks świątynny. 
Jest to stratowulkan zbudowany głównie z law andezytowych i dacytowych. Był aktywny w plejstocenie, jest też jeden krater boczny powstały w holocenie. Wulkan tworzą cztery liniowo ułożone (NNW-SSE) i zachodzące na siebie stożki wulkaniczne. Wulkan zajmuje łącznie powierzchnię 450 km kw. 
Pochodząca z nahuatl nazwa odnosi się do podobieństwa kilkuwierzchołkowego grzbietu wulkanu do zarysu leżącej kobiety, poszczególne wierzchołki kojarzą się z głową, piersiami itd. Najstarszą, znaną sprzed XVI w., nazwą góry było Tonacatepetl (Góra Naszego Pożywienia), nawiązująca do wierzeń tutejszych kultur, że  w środku góry znajdowały się duże ilości pokarmu, później pojawiła się współcześnie używana nazwa, zastąpiona na jakiś czas przez Hiszpanów nazwa Iztactepetl (Biała Góra).
Góra miała istotną rolę w kultach miejscowych kultur przed kolonizacją hiszpańską. Na zboczu wulkanu, na wysokości 3870 m n.p.m. zachował się kompleks świątynny Nahualac powstały ok. roku 600. Prostokątną świątynię (11,5 x 9,8 m) z kamiennych bloków nietypowo wzniesiono na dnie niewielkiego i płytkiego jeziora okresowego, dookoła niej było dziewięć ułożonych z fragmentów skalnych kopców, które zgodnie z tradycjami tutejszych kultur były miniaturą otaczających kompleks szczytów górskich. Kopce te zachowały się szczątkowo. W odległości ponad 100 m od budynku świątynnego jest plac, na którym składano ofiary z ludzi.   
Badania archeologiczne rozpoczął tu Désiré Charnay w II poł. XIX w., później prowadził je m.in. zespół S. Iwaniszewskiego (lata 80. XX w. i druga dekada XXI w.). 
Według azteckiej mitologii Popocatépetl i Iztaccíhuatl byli niegdyś ludźmi – zakochanymi w sobie wojownikiem i księżniczką. Iztaccíhuatl zmarła po dojściu do niej nieprawdziwej wieści, jakoby jej ukochany poległ w walce. Gdy ten wrócił, zabrał jej ciało w góry, by tam pogrzebać siebie i ją. Bogowie, litując się nad ich losem, zamienili oboje w góry – uśpioną Iztaccíhuatl i niekiedy w gniewie wyrzucającego z siebie chmury ognia i popiołu Popocatépetla.
Pierwsze zarejestrowane zdobycie szczytu miało miejsce w roku 1889.